# Oued El Abid
Der 222 km lange Oued El Abid (arabisch واد العبيد) oder Assif Lâabid (Zentralatlas-Tamazight ⴰⵙⵉⴼ ⵍⵄⴱⵉⴷ) ist ein südlicher Nebenfluss des Oum er-Rbia auf der Nordseite des Mittleren Atlas in der Region Béni Mellal-Khénifra im Zentrum Marokkos.

## Verlauf
Der Oued El Abid entspringt auf der Nordseite des Mittleren Atlas beim Dorf Sidi Yahya ou Youssef in 2500 m Höhe und verläuft zunächst in westlicher Richtung. Der Bergbach (manchmal ist auch die Bezeichnung „Fluss“ angebracht) speist den Stausee Bin El Ouidane; bei der Ortschaft Bzou wendet er sich nach Norden, um ca. 25 km südöstlich der Stadt El Borouj in den Oum er-Rbia zu münden.

## Nebenflüsse
- Assif Melloul (Imilchil)
- Assif Tissakht (Ouzoud-Fälle)

## Wirtschaft
Der Oued El Abid dient hauptsächlich der Bewässerung der landwirtschaftlich genutzten Flächen entlang seiner Uferzonen.

## Orte
An den Ufern des Flusses gibt es wegen der in früheren Zeiten bestehenden Hochwassergefahr nur sehr wenige Ortschaften.

## Hydrometrie
Die Abflussmenge des Oued El Abid wurde an der Station Bin El Ouidane, bei dem größten Teil des Einzugsgebietes, über die Jahre 1941 bis 1970 in m³/s gemessen.